# جنگاه (شیروان)
جنگاه روستایی در دهستان قوشخانه پایین بخش قوشخانه شهرستان شیروان استان خراسان شمالی ایران است.

## جمعیت
بر پایه سرشماری عمومی نفوس و مسکن در سال ۱۳۹۵ جمعیت این مکان ۱۰۱ نفر (۲۹خانوار) بوده‌است.